# Жан-Баптист Ріше
Жан-Баптист Ріше (1780 — 27 лютого 1847) — генерал гаїтянської армії. Президент Гаїті у 1846–1847 роках.

## Життєпис
Ріше народився в родині сержанта колоніальної поліції та, можливо, служив у повстанській армії. Ріше також приєднався до Гаїтянської революції 1801 року. Після здобуття незалежності 1803 року Ріше приєднався до сил під проводом Анрі Крістофа, який 1807 року присвоїв Ріше звання генерала та призначив своїм заступником. Під час громадянської війни між прибічниками Крістофа та Петіона Ріше відіграв важливу роль у перемозі першого в битві під Сібертом 1 січня 1807 року. Під час облоги Порт-о-Пренса 1811 року Ріше командував лівим крилом армії Крістофа. Відданий офіцер, Ріше швидко став одним з найбільш довірених командирів Анрі Крістофа та, як наслідок, отримав у підпорядкування Північну провінцію Гаїті, де він успішно боровся з виступами мулатського населення.
Після усунення Крістофа від влади 1820 року Ріше підтримав новий уряд, що надало йому змогу отримати посаду в кабінеті Жан-П'єр Буайє. Він зберігав за собою пост до того, як до влади 1845 року прийшов Жан-Луї П'єро. Останній спробував реформувати уряд, в результаті чого «буайєристи» підбурили повстання в Порт-о-Пренсі й департаменті Артибоніт 1846 року. 1 березня того ж року повстанці проголосили Ріше президентом Гаїті. Одним із перших указів Ріше на посту президента стало відновлення конституції Гаїті 1816 року.
На посту президента Ріше не виправдав сподівань «буайєристів», які вбачали в його особі свого роду маріонетку. Незабаром президент Ріше запропонував ті самі реформи, які сподівався провести його попередник. Ймовірно, ці дії Ріше призвели до його смерті 27 лютого 1847 року, можливо від отруєння, хоча це ніколи не було доведено.
Після смерті Ріше пост президента зайняв Фостен-Елі Сулук, який пізніше проголосив себе імператором Фостеном I.